# Mountain Monsters
Mountain Monsters (Brasil: Monstros da Montanha) é um programa de televisão norte-americano de criptozoologia, que estreou em 22 de junho de 2013 na Destination America. O programa gira em torno da equipe Appalachian Investigators of Mysterious Sightings (AIMS), um grupo de seis caçadores nativos da Virgínia Ocidental, que pesquisam e rastreiam criaturas não identificadas nas Montanhas Apalaches. Originalmente, o programa foi exibido por cinco temporadas no Destination America, de 2013 a 2017. No entanto, em 15 de julho de 2019, após uma separação de 18 meses, foi anunciado que o programa seria renovado para uma sexta temporada e passaria a ser exibido no Travel Channel. Em 2021, foi anunciado que o Mountain Monsters seria renovado para uma 7 temporada que seria exclusivamente disponibilizada na plataforma de streaming Discovery+. No Brasil, o programa é atualmente exibido pelo Discovery Theater.

## O programa
A equipe AIMS é uma equipe de pesquisa de criptozoologia fundada pelos virginianos ocidentais John "Trapper" Tice, Jeff Headlee e Willy McQuillian. Seu foco principal é provar a existência de criaturas misteriosas, como pé-grande, lobisomem e outras criaturas. Os episódios normalmente começam com Trapper, Jeff, Huckleberry e Buck discutindo a criatura específica que eles irão caçar no caminho para o local onde a sua aparição foi vista. Eles então se encontram com testemunhas que encontraram a criatura, dando à equipe uma ideia de onde conduzir uma investigação noturna inicial para encontrar evidências de que a criatura esteve na área. 
Depois de concluir sua caça noturna inicial, Willy e Wild Bill começam a trabalhar em uma armadilha para conter a criatura enquanto o resto da equipe procura por mais evidências, encontrando-se com outras testemunhas oculares que normalmente possuem evidências fotográficas, de vídeo ou de áudio da criatura. Depois de testar a armadilha concluída, a equipe começa a caça noturna final. A equipe tenta capturar essas supostas criaturas. Em alguns casos, a equipe coloca câmeras de rastreamento e/ou câmeras de vídeo infravermelho perto da armadilha para capturar evidências fotográficas da criatura em questão. Eles capturaram imagens fugazes e borradas do que afirmam ser a criatura procurada.

## Morte de Trapper
Antes da estreia da sexta temporada, John "Trapper" Tice anunciou que ele teria envolvimento limitado devido seus graves problemas de saúde. Ele fez uma pequena aparição no primeiro episódio da temporada, onde foi visitado por Huckleberry e Buck, a quem expressou a gravidade de sua situação. Ele fez mais uma breve aparição no oitavo episódio da temporada. Em 16 de dezembro de 2019, foi comunicado o falecimento de Trapper, que veio a falecer aos 72 anos em decorrência de complicações renais.

## Elenco
| Nome                                                              | Função                   | Temporadas | Temporadas | Temporadas | Temporadas | Temporadas   | Temporadas   | Temporadas |
| Nome                                                              | Função                   | 1          | 2          | 3          | 4          | 5            | 6            | 7          |
| ----------------------------------------------------------------- | ------------------------ | ---------- | ---------- | ---------- | ---------- | ------------ | ------------ | ---------- |
| John "Trapper" Tice (24 de maio de 1947 - 16 de dezembro de 2019) | Líder                    | Regular    | Regular    | Regular    | Regular    | Participação | Participação |            |
| Jacob "Buck" Lowe                                                 | Especialista em chamadas | Regular    | Regular    | Regular    | Regular    | Regular      | Regular      | Regular    |
| Joseph "Huckleberry" Lott                                         | Segurança                | Regular    | Regular    | Regular    | Regular    | Regular      | Regular      | Regular    |
| Jeff Headlee                                                      | Pesquisador              | Regular    | Regular    | Regular    | Regular    | Regular      | Regular      | Regular    |
| Willy McQuillian                                                  | Construtor de armadilha  | Regular    | Regular    | Regular    | Regular    | Regular      | Regular      | Regular    |
| William "Wild Bill" Neff                                          | Rastreador especialista  | Regular    | Regular    | Regular    | Regular    | Regular      | Regular      | Regular    |

## Temporadas
| Temporada | Temporada | Episódios | Episódios | Originalmente exibido | Originalmente exibido  |
| Temporada | Temporada | Episódios | Episódios | Estreia da temporada  | Final da temporada     |
| --------- | --------- | --------- | --------- | --------------------- | ---------------------- |
|           | 1         | 6         | 6         | 22 de junho de 2013   | 27 de julho de 2013    |
|           | 2         | 14        | 14        | 4 de abril de 2014    | 25 de julho de 2014    |
|           | 3         | 8         | 8         | 7 de março de 2015    | 25 de abril de 2015    |
|           | 4         | 13        | 13        | 23 de janeiro de 2016 | 16 de abril de 2016    |
|           | 5         | 9         | 9         | 8 de abril de 2017    | 3 de junho de 2017     |
|           | 6         | 10        | 10        | 21 de agosto de 2019  | 20 de novembro de 2019 |
|           | 7         | 9         | 9         | 10 de janeiro de 2021 | 7 de março de 2021     |

## Dublagem

### No Brasil
- Traper: Júlio Chaves
- Buck: Paulo Bernardo
- Huckleberry: 
  - Carlos Seidl (2ª temporada)
  - Waldyr Sant'anna (atualmente)
- Jeff: Alfredo Martins
- Wild Bill: 
  - Luiz Sérgio Navarro (2ª temporada)
  - Élcio Romar (atualmente)
- Willy: Mario Cardoso